# Bezowodniowce

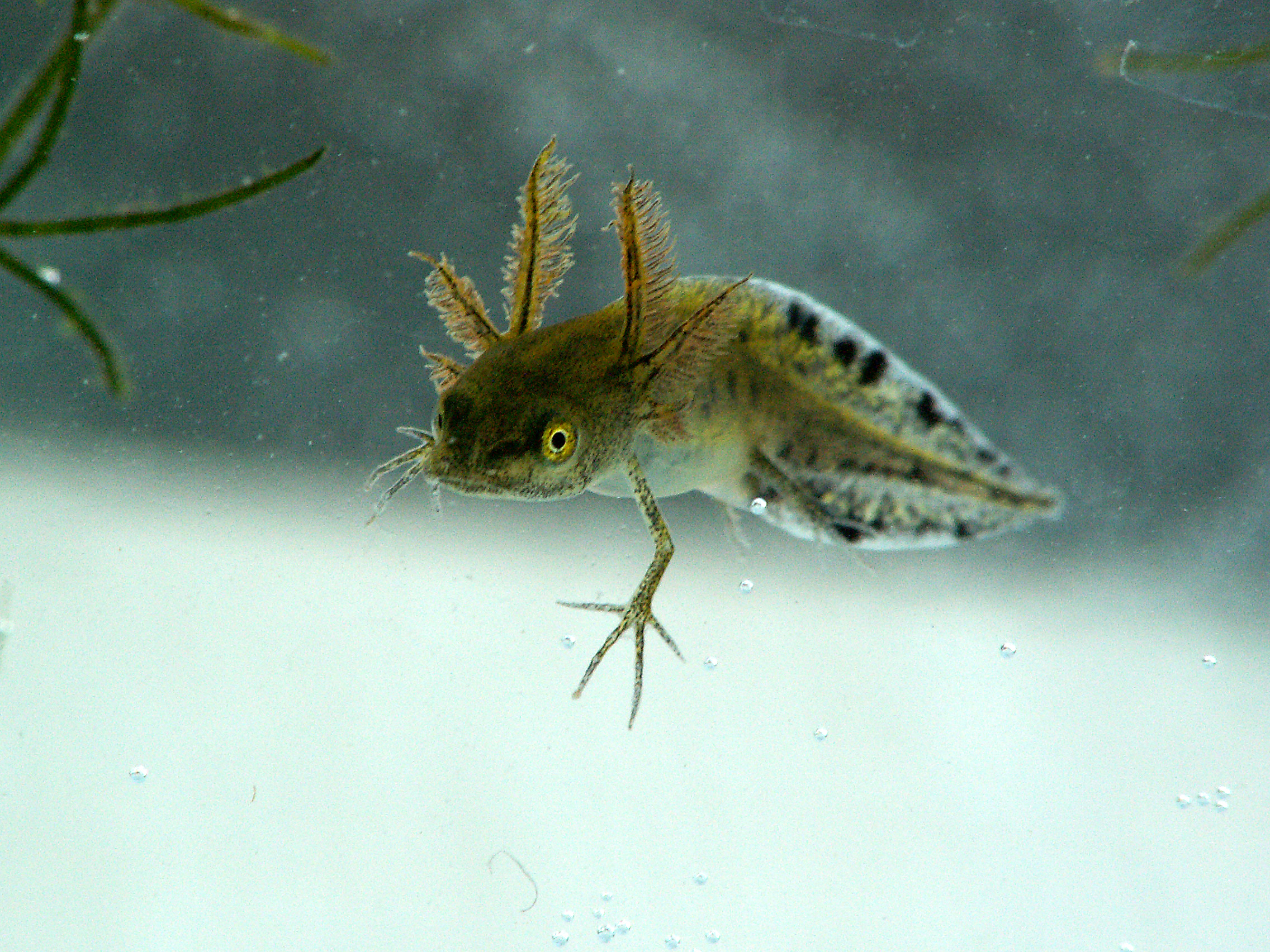
Larwa traszki grzebieniastej

Bezowodniowce (Anamnia) – grupa kręgowców, które nie wytwarzają błon płodowych w rozwoju embrionalnym (w przeciwieństwie do owodniowców), w związku z czym ich rozwój związany jest nierozerwalnie ze środowiskiem wodnym. W ich rozwoju często występuje stadium larwalne.
Do grupy tej należą gromady:
- ryby pancerne (†Placodermi)
- ryby chrzęstnoszkieletowe (Chondrichthyes)[1]
- ryby kostnoszkieletowe (Osteichtyes)[1]
- fałdopłetwe (†Acanthodii)
- płazy (Amphibia)[1]
- bezczaszkowce (Cephalochordata)
- kręgouste (Cyclostomata)[1]